# نحبك هادي
نحبّك هادي هو فيلم تونسي من إخراج المخرج التونسي محمد بن عطية ، وانتاج درّة بو شوشة الفراتي. بطولة : مجد مستورة ، ريم بن مسعود وصباح بوزيد . تحصّل على جائزة أحسن أول فيلم بالدورة 66 لمهرجان برلين السينمائي الدولي . تدور أحداث الفيلم حول الشاب هادي المقبل على الزواج والعامل كمندوب مبيعات وقد فقد السيطرة على عالمه حيث أنه ينتمي لعائلة تترأسها الأم التي تفرض سلطتها، بعد رحيل الأب، والتي رتبت له الزواج من عروس. لكن هادي يتمكن فجأة من فرصة للسيطرة على عالمه عندما يلتقي بامرأة أخرى أثناء رحلة عمل.

## روابط خارجية
- نحبك هادي على موقع IMDb (الإنجليزية)
- نحبك هادي على موقع روتن توميتوز (الإنجليزية)
- نحبك هادي على موقع قاعدة بيانات الأفلام العربية
- نحبك هادي على موقع ألو سيني (الفرنسية)
- نحبك هادي على موقع أول موفي (الإنجليزية)
- نحبك هادي على موقع فيلمافينيتي (الإسبانية)
- نحبك هادي على موقع قاعدة بيانات الأفلام السويدية (السويدية)
- نحبك هادي على موقع قاعدة بيانات الفيلم (الإنجليزية)
- نحبك هادي على موقع ليتربوكسد (الإنجليزية)
- نحبك هادي على موقع كينوبويسك (الروسية)